# Серый хомячок
Серый хомячок (лат. Cricetulus migratorius) — грызун из рода серых хомячков.

## Описание
Грызун размером с мышь с очень коротким незаметным хвостом и короткими лапками. Имеет большие защёчные мешки. Длина тела 9,5—13 см, хвоста 2—3,5 см. Окраска меха сверху серая, низ и хвост светлые. Глаза большие. Уши маленькие, слегка выступают из меха.

## Распространение
Распространён от Восточной Европы через Россию и центральную Азию в Монголию и до западного Китая. Южный край его ареала проходит через Израиль, Иорданию, Ирак, Иран, Афганистан, Пакистан и Северную Индию. Сначала он жил на сухих лугах, в степях и полупустынях. Теперь также живёт на сельскохозяйственных угодьях и в садах, а иногда даже в домах. Предпочитает засушливые районы с относительно редкой растительностью, избегает леса и влажные места жительства.

## Образ жизни
Оседлый вид. Ведёт типичный для большинства мышевидных грызунов наземно-подземный образ жизни. Норы относительно простого строения содержат многочисленные амбары, в которых зверь образует зимние запасы. На зиму может впадать в спячку, хотя главным образом в зимний период просто малоактивен. Ведёт сумеречный образ жизни. Достаточно всеядное животное. Поедает семена, зелёные части растений, а также различных беспозвоночных животных (прямокрылые, жуки чернотелки, муравьи, наземные моллюски). За год самка может  2—3 раза принести по 7—8 детёнышей. Беременность длится 20 дней. Детёныши становятся половозрелыми уже через несколько месяцев и до конца года успевают дать новое поколение